# Maria de Clopas
|  | Per a altres significats, vegeu «Maria». |

Maria de Clopas (en grec: Maria he tou Klopa), és una de les seguidores de Crist, una de les dones presents al peu de la creu durant la Crucifixió (Evangeli segons Joan 19,25). La seva memòria litúrgica té lloc el 9 d'abril.

## Maria de Clopas als evangelis canònics
A l'Evangeli segons Joan 19:25, és esmentada com a present a la crucifixió: "Llavors hi havia dretes, a la vora de la creu de Jesús la seva mare, i la germana de la seva mare, Maria [l'esposa] de Clopas, i Maria Magdalena".

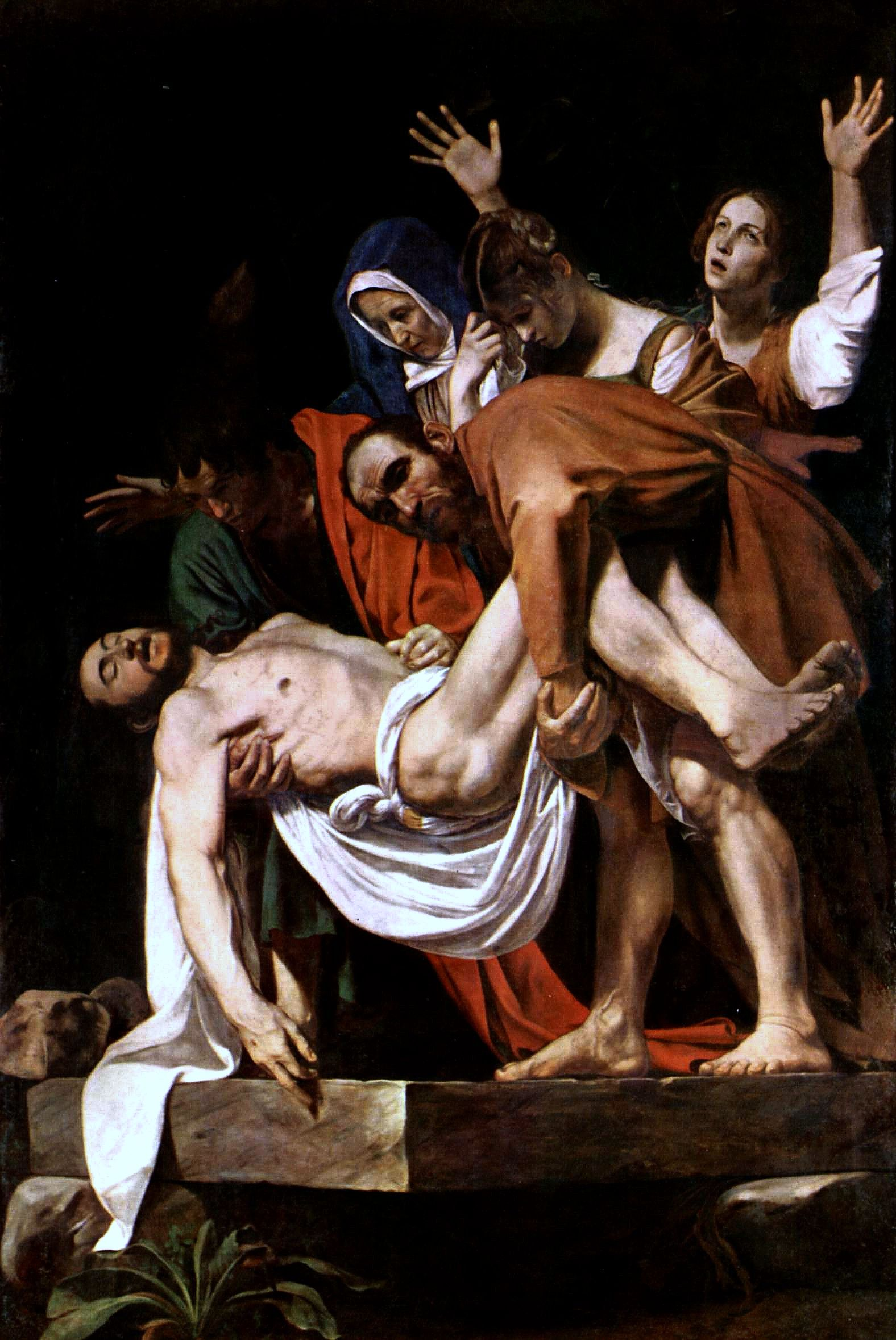
Enterrament de Crist per Caravaggio, 1602.

"Maria de Clopas" és un terme ambigu, ja que pot voler dir tant la germana de Clopas com la seva esposa. Tradicionalment s'ha identificat com a esposa. S'ha interpretat també, però, com que Maria de Clopas era germana de Maria, mare de Jesús. Una tercera interpretació diu que Maria de Clopas no era germana, sinó cosina de la mare de Jesús, ja que l'arameu i l'hebreu no diferencien aquest parentiu; també podria ésser la seva cunyada i, per tant, germana de Josep, espòs de Maria. Les tradicions de l'Església Catòlica Romana identifica els fills de Maria de Clopas, Jaume i Josies, que al Nou Testament són anomenats "germans de Jesús", com a cosins biològics de Crist. Per tant, Maria de Clopas hauria d'ésser germana o cunyada de Maria.
Algunes interpretacions fan que Maria de Clopas sigui una de les dones que van el dia de Pasqua a la tomba de Jesús, per ungir-ne el cos. A l'Evangeli segons Mateu, 28:1, és anomenada "l'altra Maria", per distingir-la de la Magdalena. A l'Evangeli segons Marc, 16:1, es diu "Maria de Jaume", referint-se a Jaume el Menor. La denominació Maria Jacobae o Maria Jacobé s'ha usat també per a distingir-la de les altres dones.

## Maria de Clopas als evangelis apòcrifs
A l'Evangeli de Felip, s'esmenta també Maria de Clopas:
"N'hi havia tres que sempre caminaven amb el Senyor: Maria, la seva mare, i la germana d'aquesta, i Maria Magdalena, l'única que li deia el seu company. Sa germana i sa mare i la seva companya eren, cadascuna, una Maria."
El passatge parla tant de la germana de Maria com de la germana de Jesús, com si fossin la mateixa persona.

## Llegenda medieval
En la llegenda medieval de les Tres Maries (Maria Magdalena, Maria Salomé i Maria de Clopas) es narra que van marxar en un vaixell i van arribar a les costes de Provença, al lloc de Les Santes Maries de la Mar. Segons la llegenda, Maria Jacobé tenia com a serventa una egípcia anomenada Sara, venerada com a santa patrona pel poble gitano.
Una altra llegenda diu que va acompanyar Jaume el Major a la seva llegendària predicació a Hispània i va morir a Ciudad Rodrigo.

## Culte
És celebrada per l'Església Ortodoxa com una de les Portadores de mirra el Diumenge de les Portadores de Mirra, el tercer diumenge de Pasqua. Amb Maria Salomé és festejada el 24 d'abril per l'Església catòlica, i el 9 d'abril ella sola. A les Santes Maries de la Mar es fan pelegrinatge en honor seu i de Maria Salomé els dies 25 de maig i 22 d'octubre (el diumenge més proper a aquesta data).